# Caroline Hildebrandt
Pour les articles homonymes, voir Hildebrandt.
Caroline Hildebrandt, née le 26 mai 1985 à Rio de Janeiro, est une nageuse synchronisée brésilienne.

## Carrière
Caroline Hildebrandt remporte la médaille de bronze par équipe aux Jeux panaméricains de 2003 puis la médaille de bronze en duo avec Lara Teixeira et par équipe aux Jeux panaméricains de 2007.